# کی (کمیک)
کی (به انگلیسی: The Key) عنوان دو شخصیت خیالی ابرشرور در کتاب‌های کامیک آمریکایی منتشر شده توسط دی‌سی کامیکس است. کی اولیه توسط جان بروم و فرانک ژکویا خلق شد و در شمارهٔ ۵۷ از مجموعه کمیک‌های آل استار (مارس ۱۹۵۱) معرفی شد. اما به طور گسترده نسخه شناخته شده این شخصیت، ابرشرور دوران مدرن کتاب‌های کمیک است که توسط نویسنده گاردنر فاکس و طراح مایک سکووسکی خلق شده‌است؛ و برای نخستین بار در شمارهٔ ۴۱ از لیگ عدالت آمریکا (دسامبر ۱۹۶۵) به عنوان دشمن دیرینه و بسیار خطرناک تیم لیگ عدالت حضور پیدا کرد. او دانشمند ماهری است که انواع زیاد و مختلفی از سلاح‌های آینده گرایانه را توسعه داده است، که اکثر آن‌ها به شکل کلید، سوراخ جای کلید و قفل هستند.